# Ігнатій Тирновський
Ігнатій Тирновський — патріарх Тирновський Болгарської православної церкви у 1272—1277 р., під час правління імператора Болгар і Волохів Костянтина І Тиха (1257—1277). У середньовічній Синодальній Книзі Борила він зазначений як четвертий Патріарх, який очолював Болгарську Церкву з центром у Тирново, столиці Болгарської імперії.
Ім'я Ігнатія вперше згадується в Тирновському Євангелії (1273 р.).
З ним пов'язана тверда позиція Болгарської Православної Церкви щодо змін прийнятих під час Другого Ліонського собору 1272—1274 років. На соборі імператор Східної Римської імперії Михайло VIII Палеолог і Вселенський Константинопольський Патріархат схилялися до унії між Східною та Західною Церквами, щоб уникнути війни з Карлом I Анжуйським. Вони також вимагали ліквідації Болгарського патріархату. Патріарх Ігнатій рішуче виступив проти цих кроків і був названий в Болгарії «стовпом православ'я».
Після цих подій, в середньовічній болгарській літературі була поширена ідея про те, що столиця Болгарської імперії — Тирново стала «Новим Константинополем» (тобто Третім Римом). Місто в тодішніх джерелах називалося Цареград-Тирново (імператорське місто Тирново), за аналогією з іншою назвою Константинополя — Цареград.
Наступником Ігнатія був патріарх Тирновський Св. Макарій (1277—1284).